# Championnats du monde d'Ironman 2012
Navigation
Édition précédente Édition suivante
Les championnats du monde d'Ironman 2012 se déroule le 13 octobre 2012 à Kailua-Kona dans l'État d'Hawaï. Ils sont organisés par la World Triathlon Corporation.

## Résultats du championnat du monde

### Hommes
| Pos.     | Temps           | Nom                 | Pays       | Détail temps | Détail temps | Détail temps    | Détail temps | Détail temps    |
| Pos.     | Temps           | Nom                 | Pays       | Natation     | T1           | Cyclisme        | T2           | Course à pied   |
| -------- | --------------- | ------------------- | ---------- | ------------ | ------------ | --------------- | ------------ | --------------- |
|          | 8 h 18 min 37 s | Pete Jacobs         | Australie  | 51 min 28 s  | 1 min 49 s   | 4 h 35 min 15 s | 2 min 02 s   | 2 h 48 min 06 s |
|          | 8 h 23 min 40 s | Andreas Raelert     | Allemagne  | 55 min 17 s  | 1 min 53 s   | 4 h 36 min 34 s | 2 min 33 s   | 2 h 47 min 24 s |
|          | 8 h 24 min 09 s | Frederik Van Lierde | Belgique   | 51 min 36 s  | 2 min 01 s   | 4 h 35 min 25 s | 2 min 19 s   | 2 h 52 min 50 s |
| 4        | 8 h 27 min 08 s | Sebastian Kienle    | Allemagne  | 55 min 21 s  | 1 min 56 s   | 4 h 33 min 23 s | 2 min 05 s   | 2 h 54 min 25 s |
| 5        | 8 h 28 min 33 s | Faris Al-Sultan     | Allemagne  | 51 min 39 s  | 1 min 45 s   | 4 h 35 min 53 s | 2 min 27 s   | 2 h 56 min 50 s |
| 6        | 8 h 30 min 57 s | Timo Bracht         | Allemagne  | 53 min 45 s  | 2 min 05 s   | 4 h 37 min 17 s | 2 min 15 s   | 2 h 55 min 37 s |
| 7        | 8 h 31 min 45 s | Andy Potts          | États-Unis | 50 min 32 s  | 1 min 41 s   | 4 h 43 min 52 s | 2 min 22 s   | 2 h 53 min 18 s |
| 8        | 8 h 33 min 28 s | Timothy O'Donnell   | États-Unis | 51 min 37 s  | 1 min 34 s   | 4 h 44 min 16 s | 2 min 04 s   | 2 h 53 min 59 s |
| 9        | 8 h 35 min 02 s | David Dellow        | Australie  | 51 min 33 s  | 1 min 44 s   | 4 h 40 min 28 s | 2 min 16 s   | 2 h 59 min 03 s |
| 10       | 8 h 36 min 21 s | Dirk Bockel         | Luxembourg | 52 min 30 s  | 1 min 48 s   | 4 h 34 min 17 s | 2 min 01 s   | 3 h 05 min 48 s |
| Source : |                 |                     |            |              |              |                 |              |                 |

### Femmes
| Pos.     | Temps           | Nom              | Pays             | Détail temps    | Détail temps | Détail temps    | Détail temps | Détail temps    |
| Pos.     | Temps           | Nom              | Pays             | Natation        | T1           | Cyclisme        | T2           | Course à pied   |
| -------- | --------------- | ---------------- | ---------------- | --------------- | ------------ | --------------- | ------------ | --------------- |
|          | 9 h 15 min 54 s | Leanda Cave      | Royaume-Uni      | 56 min 03 s     | 2 min 09 s   | 5 h 12 min 06 s | 2 min 25 s   | 3 h 03 min 13 s |
|          | 9 h 16 min 58 s | Caroline Steffen | Suisse           | 57 min 37 s     | 1 min 48 s   | 5 h 06 min 49 s | 2 min 37 s   | 3 h 08 min 09 s |
|          | 9 h 21 min 41 s | Mirinda Carfrae  | Australie        | 1 h 00 min 06 s | 1 min 56 s   | 5 h 12 min 18 s | 2 min 19 s   | 3 h 05 min 04 s |
| 4        | 9 h 22 min 45 s | Sonja Tajsich    | Allemagne        | 1 h 10 min 36 s | 2 min 03 s   | 5 h 07 min 55 s | 2 min 43 s   | 2 h 59 min 27 s |
| 5        | 9 h 22 min 57 s | Mary Beth Ellis  | États-Unis       | 56 min 06 s     | 1 min 59 s   | 5 h 08 min 06 s | 6 min 18 s   | 3 h 10 min 30 s |
| 6        | 9 h 26 min 25 s | Natascha Badmann | Suisse           | 1 h 06 min 21 s | 2 min 24 s   | 5 h 06 min 07 s | 2 min 15 s   | 3 h 09 min 19 s |
| 7        | 9 h 28 min 54 s | Gina Crawford    | Nouvelle-Zélande | 55 min 59 s     | 2 min 45 s   | 5 h 21 min 31 s | 2 min 25 s   | 3 h 06 min 16 s |
| 8        | 9 h 32 min 18 s | Linsey Corbin    | États-Unis       | 1 h 02 min 53 s | 2 min 06 s   | 5 h 16 min 55 s | 2 min 31 s   | 3 h 07 min 55 s |
| 9        | 9 h 36 min 18 s | Caitlin Snow     | États-Unis       | 57 min 43 s     | 2 min 14 s   | 5 h 30 min 48 s | 2 min 28 s   | 3 h 03 min 07 s |
| 10       | 9 h 38 min 15 s | Amy Marsh        | États-Unis       | 56 min 08 s     | 1 min 53 s   | 5 h 16 min 37 s | 3 min 12 s   | 3 h 20 min 27 s |
| Source : |                 |                  |                  |                 |              |                 |              |                 |